# SMS G 90
SMS G 90 – niemiecki niszczyciel z okresu I wojny światowej, szósta jednostka typu G 85. Okręt wyposażony był w trzy kotły parowe opalane ropą, a zapas paliwa wynosił 326 ton. Zatonął w Zatoce Fińskiej na minie 11 listopada 1916 roku.
Wchodził w skład X Flotylli. Zatonął na rosyjskiej zagrodzie minowej w Zatoce Fińskiej 11 listopada 1916 roku o 3.52, na pozycji 59°23′N 22°48′E/59,383333 22,800000. Zginęło 11 członków załogi. Na tej samej zagrodzie w nocy 10/11 listopada zatonęło sześć innych niszczycieli flotylli (S 57, S 58, S 59, V 72, V 75, V 76).